# کولیکی کوبارسپ
کولیکی کوبارسپ (استونیایی: Külliki Kübarsepp؛ زادهٔ ۲۷ ژوئن ۱۹۸۱) سیاستمدار و نماینده سابق مجلس اهل استونی است.